# Domingo por la mañana
Domingo por la mañana (en inglés Early Sunday Morning) es una pintura al óleo de 1930 del artista estadounidense Edward Hopper. Actualmente forma parte de la colección del Museo Whitney de Arte Estadounidense de Nueva York.

## Descripción
La pintura retrata los pequeños negocios y tiendas de la Séptima Avenida en la ciudad de Nueva York poco después del amanecer. Muestra un cielo sin nubes sobre un edificio largo y rojo. Un poste de barbero con rayas rojas y azules se encuentra frente a una de las puertas en el lado derecho de la acera, y una boca de incendios verde está a la izquierda. Se dice que la calle desierta y los escaparates sombríos y vacíos son una representación del terrible estado de la ciudad durante la Gran Depresión.
A pesar del título, Hopper ha dicho que la pintura no se basó necesariamente en una vista dominical. La pintura se tituló originalmente Tiendas de la Séptima Avenida, y afirmó que la palabra domingo fue «añadida por otra persona».
La imagen se basó en un edificio cercano al estudio de Hopper. Se dice que es una «traducción casi literal de la Séptima Avenida»; sin embargo, se cambiaron algunos detalles menores: por ejemplo, disminuyó el tamaño de las puertas y se hizo que las letras en los escaparates fueran menos claras.

## Procedencia
Actualmente se encuentra en la colección del Museo Whitney de Arte Estadounidense.
La pieza se vendió originalmente al Whitney por $2 000 dólares estadounidenses. Fue comprado con fondos de Gertrude Vanderbilt Whitney apenas unos meses después de ser pintado, y pasaría a formar parte de la colección fundadora de Whitney.

## Respuesta crítica
La académica Karal Ann Marling señala que el trabajo de Hopper «es un preludio de las cafeteras despiertas y de quienes las cuidan para derrotar a la noche». El crítico de arte estadounidense Blake Gopnik comentó: «[...] el conservadurismo profundo de la pintura y su resistencia obvia, casi polémica, al arte europeo más ambicioso de su época. En medio de la depresión en Estados Unidos, ese conservadurismo es tanto una parte del tema de la pintura como las tiendas cerradas que representa». La pintura se ha convertido en la inspiración para otras obras de arte. Los ejemplos incluyen el poema de Byron Vazakas Early Sunday Morning y el poema del mismo nombre de John Stone.